# Correbia nigridorsalis
Correbia nigridorsalis är en fjärilsart som beskrevs av Max Wilhelm Karl Draudt 1915. Correbia nigridorsalis ingår i släktet Correbia och familjen björnspinnare. Inga underarter finns listade i Catalogue of Life.